# 梁振英政府相關爭議
對梁振英政府的爭議，介紹香港特別行政區行政長官梁振英及其主要官員與行政會議成員任內的政治争议。

## 對梁振英的爭議

### 西九比賽利益漏報事件

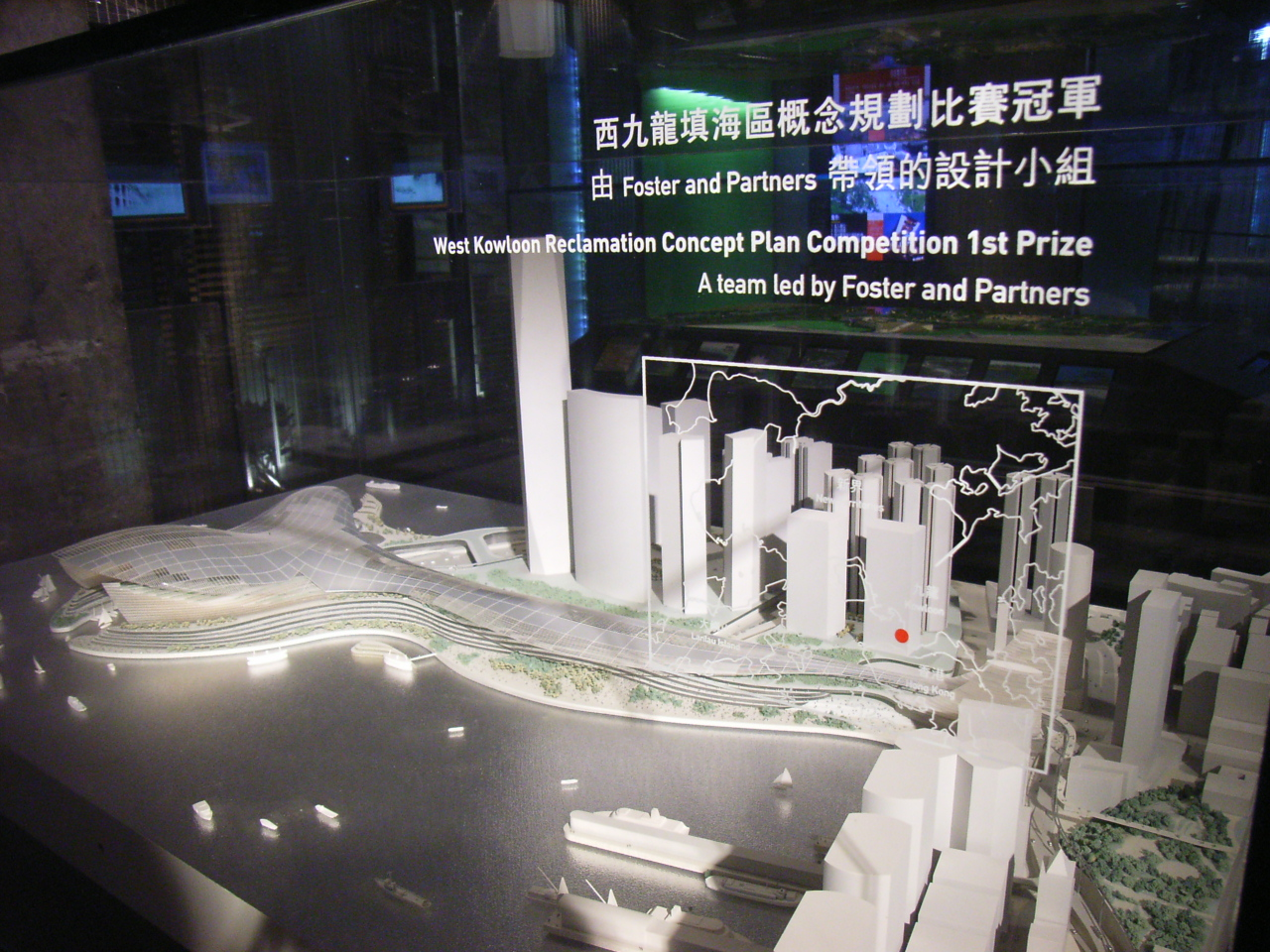
在2001年香港政府舉辦《西九概念規劃比賽》，由10人組成的國際專家評審團負責評審，成員包括梁振英。

2012年1月31日，星島新聞集團旗下《東周刊》報道，有參與西九龍文娛藝術區發展事務的官員發現，梁與其中一家參加設計比賽的公司有關連。梁振英指他在事件中沒有獲取任何報酬及利益，並早已向行政會議申報。2月8日，特區政府發稿，證實參選人梁振英2001年擔任西九規劃比賽評審時，沒有申報與他有關連的參賽公司，投票後始被發現有利益衝突。有評論指，政府發稿時間臨近特首選舉提名期，猶如在針對梁振英；而民政事務局強調政府於10年後始發稿交代事件，只是回應傳媒查詢，並無其他目的。2月10日，梁在多份報章刊登聲明，重申自己在西九龍填海區概念規劃比賽並不涉及任何利益衝突。2月11日，梁回應有報章指他任職的戴德梁行是西九比賽的參賽隊伍乃不符事實，梁也求政府公開西九比賽項目的全部檔案。
2012年2月29日，香港立法會通過引用權力及特權法，成立《西九事件專責委員會》調查梁振英在西九事件的利益衝突事宜；同時，梁競選辦去信立法會主席曾鈺成，以成員對梁抱成見為由，要求重組委員會，又要求不要在特首選舉日之前展開聆訊，梁的兩個要求被指霸道及干預立法會運作。
2012年6月27日，經過3個多月的調查，《西九事件專責委員會》提交調查報告，報告稱對梁振英作供時的「善忘」感到驚訝，對他「掉以輕心」及不完整申報利益表示遺憾及失望，認為他有不可推卸的責任。梁振英認為調查報告「還他清白」，被泛民議員指責他「厚顏無恥」。

### 江湖飯局
根據《東周刊》報道，2012年2月10日，梁營競選辦主要人物羅范椒芬和劉夢熊等人，曾經與外號為「上海仔」的江湖人物郭永鴻，在流浮山小桃園出席飯局，密會新界鄉紳拉票。事件因涉及江湖人物及多位新界鄉紳，如梁福元等，受本地傳媒廣泛關注，亦引起香港社會對黑金政治的可能性產生了疑慮。

### 被指欲「出動防暴隊和催淚彈」及大減商台牌照年期
2012年3月16日，行政長官候選人唐英年在行政長官選舉辯論直播節目上表示，2003年他任職工商及科技局局長時，聽到梁振英在「政府的一個高層會議」（暗示行政會議）中指「香港終有一天需要出動防暴隊及催淚彈對付示威者」，和建議把商業電台牌照年期由12年大幅縮短至3年。唐英年指，這番言論來自2003年50萬人遊行之後是否強推《基本法》第二十三條的討論，狠批梁振英這種打壓集會自由和新聞自由的手法很令人恐懼，直指香港人不會信任他。梁振英否認指控，並且批評唐英年在沒有任何證據下便指控他是罔顧事實、意圖抹黑對手。事後，自由黨成員田北俊不點名指當年有人提出若上街人數多達十幾萬，應出動解放軍鎮壓。行政會議前官守成員、前教育局局長孫明揚稱基於保密原則，不能確認唐英年的說法。
雖然唐英年的上述指控最終不了了之，但是在梁振英當選後2年，香港警務處在2014年6月13日晚上的反對新界東北前期撥款運動中，4年以來首次出動防暴警察。同年9月27日凌晨，警隊再次出動防暴警察對付重奪「公民廣場」行動的示威者，更於28日黃昏開始，對增援「和平佔中」的示威者發射87顆催淚彈，是警方9年以來首次施放催淚彈。有網民因而直指「兩年後證明唐唐沒有冤枉他（梁振英）」。

### 六四天安门事件立場

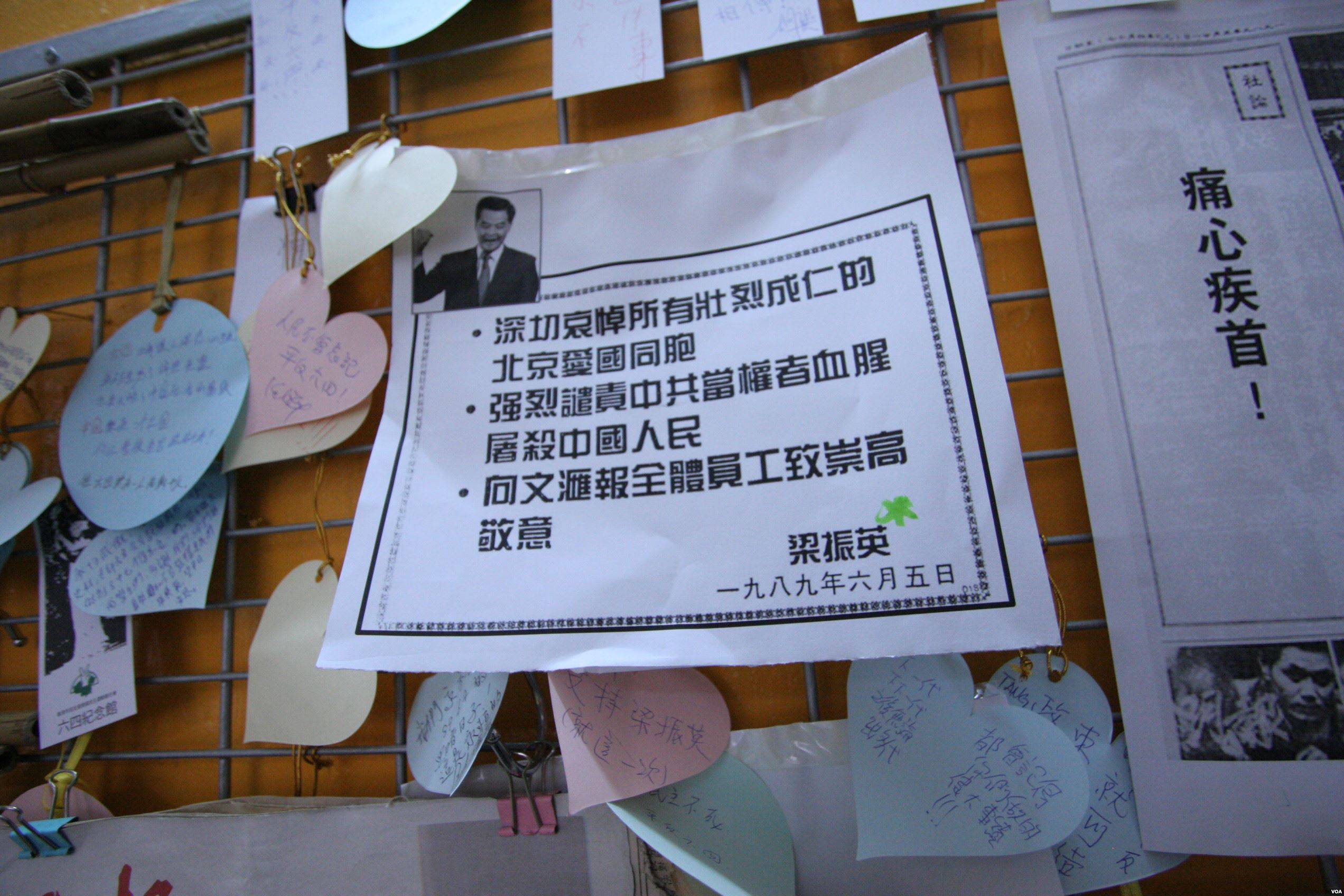
梁振英強烈譴責中共當權者血腥屠殺中國人民（六四紀念館展品）

1989年6月5日，六四天安门事件發生後翌日，梁振英曾經在全港多份報章刊登聯署聲明，“強烈譴責中共當權者血腥屠殺中國人民”。然而二十年後當被問及對於六四天安门事件的想法，他並未作出正面的回應和答覆。2010年11月12日，梁振英出席香港中文大學的活動後，被問及當年強烈譴責中共的言論，他回答「對於這個看法，我沒有改變」，形容六四天安门事件為「中國人的悲劇」。香港理工大學助理教授鍾劍華認為，「六四天安门事件」幾乎是特首候選人的「必答題」。唐英年、梁振英、范徐麗泰三人都避免在六四天安门事件等敏感議題上與中共中央不一致。梁振英在同一場合提出質疑劉曉波獲得諾貝爾和平獎的合理性，認為鄧小平令中國民眾脫離貧窮，對中國和平同繁榮作出貢献，更應成為首位和平獎的中國人，此番言論引起民主派和部分香港市民批評，斥梁振英為成為行政長官而向中共獻媚。

### 被指是中共地下黨員
部分人認為梁振英是中國共產黨地下黨員，儘管他已公開否認。
2012年3月，中共前香港地下黨員梁慕嫻在她的著作《我與香港地下黨》中，稱梁振英為共產黨地下黨員。依她理據，梁振英於1988年擔任香港基本法起草委員會秘書長，而根據中共相關規定，此類的重要職務必須由中共黨員擔任。梁慕嫻稱無法律文件證實她的推論，只從行為上推論梁振英等人是中共在香港利益的代理人。對此，梁振英透過競選辦聲明自己不是共產黨員，也從來沒有要求加入或被邀請加入共產黨，並指出梁慕嫻毫無事實根據。前港區全國人大代表、自由黨創黨主席李鵬飛也在2009年8月26日的《信報》刊文表示，梁振英肯定是共產黨員，並指地下黨員有權否認自己的黨員身份。前學運領袖王丹引述曾負責地下黨工作的前《文匯報》總編輯金堯如，指梁振英是共產黨地下黨員。
2012年3月28日，人民網在梁振英簡歷上冠以「同志」，並在其“中國機構及領導人資料庫”內將尚未上任的梁顯示為「行政長官」。事件引起議論，此後人民網突然刪除了「同志」稱謂，并修正了梁的職位名稱；梁振英對此重申自己並非中國共產黨黨員。梁振英當選行政長官後，有中國大陸的網民揶揄梁為「香港市委書記」。

### 山頂大宅僭建

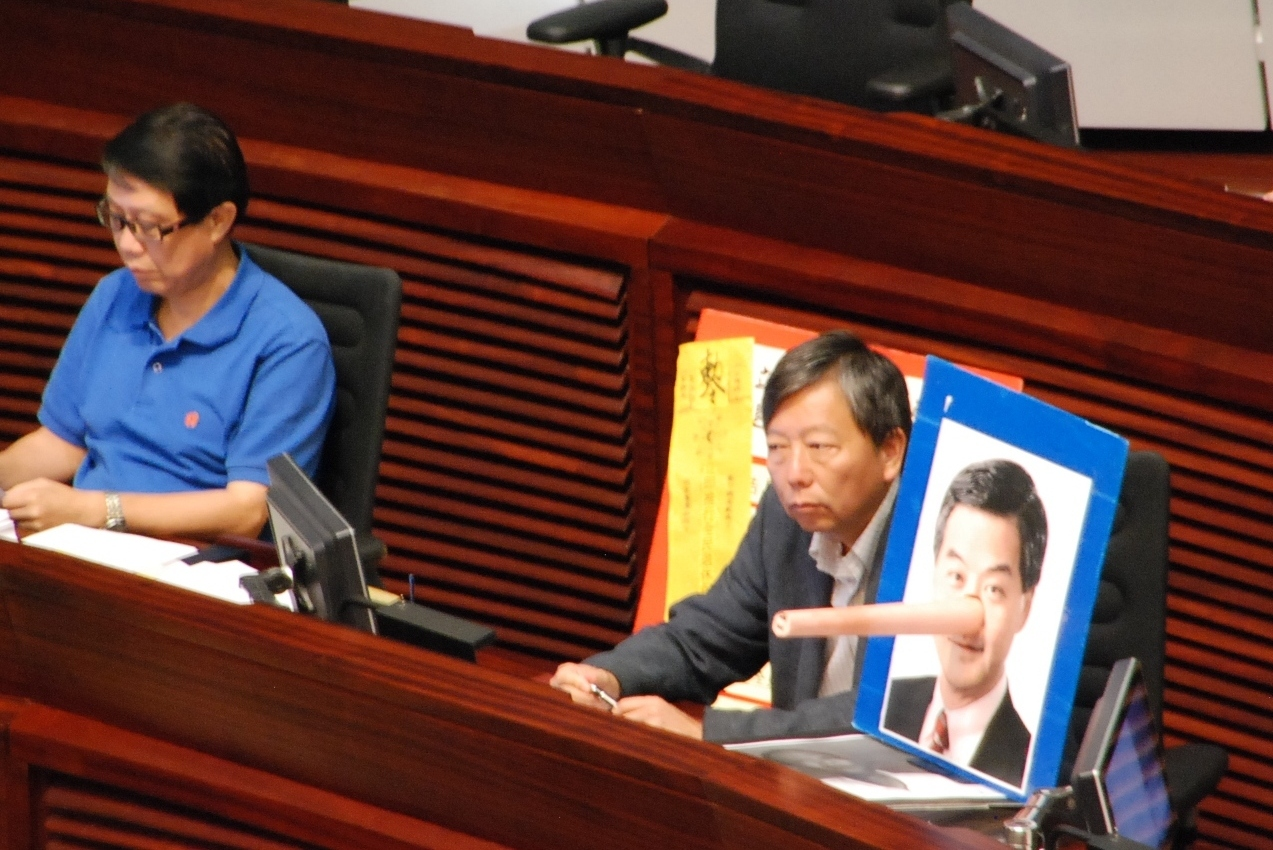
由於僭建風波的關係，梁振英在出席立法會答問大會上被李卓人等議員質疑沒有誠信

2012年6月20日，《明報》揭發梁振英位於貝璐道4號裕熙園的居所，僭建了一個面積約110平方呎的玻璃棚，梁振英承認將原來的木花棚改建為金屬及玻璃結構，而沒有向屋宇署申請，是無心之失，並會清拆。屋宇署檢查梁宅時，揭發僭建多達6處，包括雜物房、車位上蓋和一個超過300呎的地庫，身為產業測量師的梁振英解釋僭建物在購入大宅前已存在，並不知道此等是僭建物，堅持自己只是疏忽，並無隱瞞。其後，傳媒透過地政總署拍攝的高空圖片顯示，木花棚於2000年9月，即梁入住後3個月仍未出現，與梁振英稱購入大宅前已有木花棚的說法不符。梁振英得知地政總署的高空圖片後，沒有回應木花棚是否購入前已經存在。梁振英大宅僭建風波惹來各方質疑其誠信，甚至未上任已被泛民要求下台。2013年1月24日，陽光時務週刊刊登出在特首選舉中支持梁振英參選的全國政協委員劉夢熊的訪問。在訪問中，劉夢熊透露，梁振英所指曾找過兩名專業人員及一名律師到大宅檢查並沒有發現僭建問題的說法「絕對是子虛烏有」。劉補充指，曾親自致電時任梁振英競選辦公室主席的張震遠尋求協助梁，但張回應指梁的說法並不真確，所謂「兩名專業人士和一個律師」是不存在的。劉批評梁的說法是「作故事，涉及誠信問題，等如欺騙市民、欺騙中央」。行政會議成員張震遠在同日發表聲明，表示周刊引述的指控與事實不符。翌日下午，劉夢熊再次發表聲明，強調自己的說法千真萬確，並表示願意和梁振英一同接受測謊機的測試；假如自己未能通過測試，便會由香港國際金融中心二期跳下，「以一死謝天下」。

### 被指涉嫌賄選
在2013年《陽光時務》專訪中，劉夢熊指梁振英在2012年特首選舉期間曾承諾委任劉夢熊擔任行政會議成員，或推薦他當任政協常委。所以有泛民認為梁振英可能涉及賄選，並向廉政公署投訴。不過廉署守則，不會公佈是否立案調查個別案件。

### 被指語言偽術
梁振英的修辭術多次受到争議，公眾同泛民主派指他經常不直截了當的回答問題，而是搬出一些模稜兩可、沒有實質內容的答案。中文大學政治與行政學系高級講師蔡子強更形容此為梁的「語言偽術」(always make up stories)。前中央政策組顧問劉細良讚揚梁振英的說話技巧高，劉舉例僭建事件中；別人質詢他有否僭建花槽，他答說從來沒有提過「花槽」兩個字，此前他說的是「花棚」，被認為是狡猾地把問題卸開。還有「撤回與不撤回之間有好大空間」、「僭建處理了就不存在」等類似言論，被指是把問題輕輕帶過，蒙混過關。

### 向信報發律師信
2013年2月7日，梁振英就著《信報》特約評論員、前中央政策組全職顧問練乙錚其中一篇文章發律師信控告誹謗，該篇文章為《誠信問題已非要害 梁氏涉黑實可雙規》。該篇文章指出，假若全國政協委員劉夢熊在《陽光時務週刊》對梁的指控屬實，梁便需要接受雙規。事後《信報》發出聲明為帶來不便向讀者道歉。梁振英亦其後發出聲明，強調自己尊重言論及新聞自由，但由於文章關於「涉黑」的指控嚴重，需要嚴肅處理，並接受《信報》2月7日啟事中的最後一段。總編輯陳景祥對梁發律師信感到驚訝及失望，但強調聲明並不是向梁道歉，亦不會撤回文章。事件受到記者組織、新聞評論員及學者批評。中文大學政治與行政學系副教授馬嶽批評，梁此舉目的是打壓言論自由，制止媒體對他不利的言論；香港大學法律學院院長陳文敏指出梁此舉容易扼殺言論自由，建議他撤回律師信。

### 買家印花稅
2013年3月24日，港澳辦主任王光亞在深圳向建制派立法會議員透露，特首梁振英在推出買家印花稅（BSD）前曾致電通知他。王光亞當時雖然沒有太多時間考慮，但表示支持，指有事的話由他來承擔。
就梁振英在推出買家印花稅前曾致電告訴王光亞的事，特首辦在梁振英曾表示不作評論，但梁振英在2013年3月26日出席行政會議時就親自作回應，指只是「知會」而非「請示」王光亞，並解釋指致電王光亞是由於「內交」需要︰「因為買家印花稅徵收的對象是香港以外的買家，因此有辦『內交』和『外交』的需要，亦因此在我們決定了徵收買家印花稅之後，我們是『知會』有關方面。」
湯家驊質疑，梁振英在宣布開徵買家印花稅前一天致電告知王光亞，有違反行政會議的保密制之嫌。湯家驊已致函政制事務委員會，要求召關特別會議跟進事件，並邀請政府相關政策局和部門的官員出席會議作回應。
劉慧卿指，實施買家印花稅是敏感內容，行會已有林奮強前車之鑑，梁振英必須交代清楚他到底有甚麼政策出台前，已先向內地匯報，「一國兩制的原則要講得好清楚」。

### 為林奮強和張震遠呼冤
2013年8月11日，梁振英出席天水圍的地區論壇時，主動為辭職的行政會議成員林奮強和張震遠呼冤，指廉署已證指控二人的證據不足，舉報二人的政黨卻沒有「私下或公開說一句半句抱歉」。
劉慧卿表示，民主黨向廉政公署的投訴並非無理取鬧，是有實質理由才投訴。她指廉署只需向特首負責，憂慮梁振英的說話對廉署造成壓力。民主黨表明，不會因曾向廉署舉報林奮強和張震遠，而作出道歉，有人批評梁振英沒有風度與量度。

### 林慧思事件
另外，梁振英在天水圍地區論壇上提及林慧思事件，梁振英指這件事在教育系統內發生，最近接二連三有片段在網上流傳，引起公眾高度關注，會否對教師隊伍、教育質素以至青少年造成影響，故要求教育局局長吳克儉就林慧思事件向他提交詳細報告，然而當時教育局已經表明不再追究事件。
香港教育評議會副主席何漢權表示，事件涉及教師言行操守，應該交由教學專業人員操守議會處理，不適宜由特首介入。何漢權認為，行政長官的角色政治化，高調就林慧思事件表態，令情況變得更複雜。教育界立法會議員葉建源指，梁振英的做法罕有，亦不恰當，令學校與調查機構處理事件時，有更大壓力。葉建源認為，不應將問題完全歸咎於林慧思一人身上，他希望特首維持應有的公平及中立性。公民黨黨魁梁家傑批評，行政長官梁振英出席地區論壇時的言論，是挑撥離間，進一步令香港撕裂。梁家傑批評香港目前已出現「烈火烤蛙」的情況，梁振英昨日的言論，是進一步撕裂香港，此舉是為日後暴力鎮壓示威活動找藉口。質疑他是否要增加學校及林慧思的壓力。他對梁振英認為曾舉報前行政會議成員林奮強及張震遠的人士要向兩人道歉，是很奇怪，因為如果一個良好市民見到可疑情況報警，警方查完後或因證據不足未能檢控，不明白為何要良好市民道歉，質疑他是運用「拉一派、打一派」的群眾運動手法。工黨立法會議員何秀蘭亦表示擔心，香港出現文革的批鬥影子。
此外，梁振英表示上任一年多以來，曾「微服出巡」元朗與天水圍十多次，包括光顧區內的「粥粉麵飯」食肆、與太太來買魚和吃咖喱及帶女兒去圖書館。

### 嚴詞回應擲蛋示威
2013年12月7日，梁振英與財政司司長曾俊華在北角出席地區論壇，為《施政報告》及《財政預算案》作諮詢。在梁振英說開場白期間，兩名社民連示威者突然衝出，向台前官員擲雞蛋，曾俊華即告「中招」，一度狼狽離開會場。梁振英其後表示他必定會依法追究，並將之定性為「襲擊」，但曾俊華則稱自己並無大礙，並笑說：「醫生都叫我唔好食咁多蛋......好彩冇着靚西裝嚟，或者係預知呢件事。」其幽默回應與梁振英嚴詞譴責示威者成強烈對比。由於擲蛋示威在外國頗為普遍，網民將外國元首遇擲蛋後的回應與梁振英比較，突顯他亳無量度。

### 杯葛渣打馬拉松
2014年1月19日，因《蘋果日報》的採訪立場，梁振英向香港三大銀行匯丰、東亞及渣打施壓，要求三大銀行抽去蘋果的廣告。但渣打不肯妥協，於是梁振英決定拒絕擔任2014年渣打馬拉松的主禮嘉賓，改由民政事務局局長曾德成擔任。因之前《am730》被無故抽廣告事件，引起全城關注，因此不少人認爲梁振英此舉是有意打壓新聞自由及異見聲音。社民連議員梁國雄批評梁振英非常小器。

### 「未富先驕」論
2014年2月10日，人民力量立法會議員提出港府應向非本地居民徵收100元陸路入境稅。
2014年2月11日，梁振英出席行政會議前表示建議不可行，又指港人不應「未富先驕」。人民力量立法會議員陳志全反駁梁振英的言論傷害港人感情和尊嚴，並認為港人現時是「未富先凋」，要求梁公開道歉。社民連立法會議員梁國雄指梁振英完全背離民情，是「未掂先囂」。

### 李慧玲「被辭職」事件
2014年2月12日，商業電台向員工發出內部通告，表示即時終止商業電台與李慧玲的合約。
2014年2月13日，李慧玲召開記者會，表示「百分百感覺」是梁振英政府打壓新聞言論自由，是商台在續牌事件中「跪低」。李慧玲亦提及一個飯局中有官員向她表示，特首梁振英最憎的人是她，李慧玲相信，梁振英不滿她是始於行政長官選舉。李慧玲亦在記者會表示，一名與特首梁振英相識，亦與自己認識超過10年的朋友，曾叫她「小心份工」，她問對方自己是否會有人身安全問題，該名人士指，現在的政府未到這個程度。她沒有透露該人士的身份，但認為對方的說話出於好意。
行政長官梁振英表示從來沒有向任何人提及任何關於李慧玲在商台的職位，或職務的任何事宜，重申他本人及特區政府十分重視本港的新聞自由。。

### 被指在南沙或橫琴籌建香港園
2014年3月17日，《蘋果日報》報道政府計劃在廣州南沙籌建佔地達100平方公里，比香港島更大的「香港園」，除將本港部份產業遷至園區，更會興建有公營房屋及老人院等新市鎮，安排基層遷往定居，園內採用香港稅制及法律，租期最少至2047年。立法會議員涂謹申質疑計劃是「逼港人上大陸」，他指計劃反映梁無能，未有在港盡力「搵地」。他又質疑計劃可行性，即使高鐵接駁後往返兩地較方便，但公屋居民亦難負擔每程百多元車費。新民主同盟立會議員范國威指，計劃需大量社會討論，「你退休會唔會肯上大陸？」他指現時舊工廈和工業區仍未用盡，質疑計劃是梁在民望低迷時，拋出發展願景來討好資本家。
政府在11時55分發出新聞稿，表示特區政府不會在南沙或橫琴實施香港法律，亦沒有租借南沙或橫琴的構思。政府在17時44分再次發出新聞稿，表示特區政府曾經在內部提供資料文件，作討論之用，經研究後，認為大部分構思並不可行，包括在當地租借土地及實施香港法律，亦因此自香港與內地經貿合作諮詢委員會於去年十月成立以來，特區政府一直沒有向該委員會提出有關發展南沙、橫琴或其他珠三角城市的任何構思或建議。

### 不向佔領中環人士發出不反對通知書
2014年5月22日，梁振英出席立法會答問會時表示，政府不會向任何癱瘓中環的人，發出不反對通知書。
泛民主派方面，民主黨涂謹申指出，《公安條例》規定需要作出「合理」考慮後，才決定是否發出「不反對通知書」。不過，警方未收到「不反對通知書」的申請，梁振英已率先拒絕，故日後警方若拒絕向「佔中」行動發出「不反對通知書」，梁振英的言論，可能成為司法覆核的理據之一。公民黨陳家洛認為，市民有權利集會遊行，但梁的言論如同行政指令，對警方及上訴委員會造成壓力。香港人權監察就指無論梁振英的言論有否令警隊受壓，已經損害警隊的政治中立。部分泛民議員認爲梁振英此舉是向警務處「落柯打」，要求警務處不要發不反對通知書。而第二日警務處處長曾偉雄附和了梁振英的言論，並表示支持。港大法律學院院長陳文敏指出，《公安條例》列明是否發出不反對通知書是警務處長的法定權力。佔領中環發起人之一戴耀廷表示一旦佔中，他們也不會申請不反對通知書。佔中可參加其他遊行集會，並於集會完結後留守。
建制派方面，民建聯主席譚耀宗表示，梁振英只是表達一種態度，一個立場。他相信，梁明白只有警務處長才有權力，但若不直接回應議員問題，或會被人指為逃避問題。經民聯梁美芬指出，梁的講法並無問題，一個犯法的組織，當然不會得到「不反對通知書」，她呼籲「佔中」組織無需「又要威又要帶頭盔」，並強調大部分香港市民反對「佔中」。工聯會陳婉嫻直言，梁的說法有點「論盡」，但相信他是經過思考才回答問題，絕對是有備而來，否則不會突然之間說出這言論。陳婉嫻又相信梁振英或有點怨氣。
政府發言人晚上澄清：「行政長官沒有亦不會干預警務處處長根據香港法例處理公眾遊行集會的決定。」

### 支持反佔中簽名活動

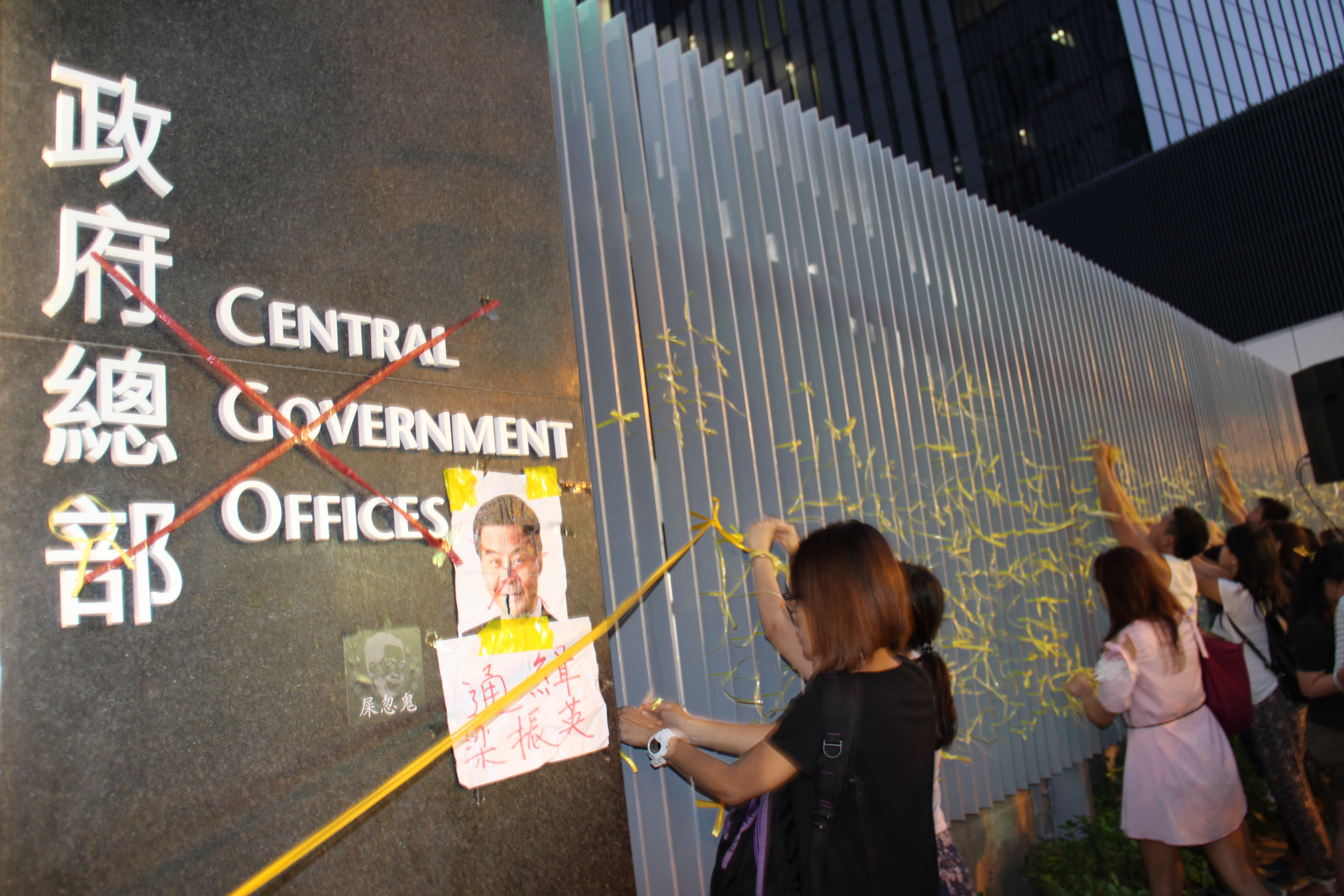
2014年9月28日有香港市民在政府總部東側已關閉的公民廣場柵欄上繫黃絲帶，以抗議中共操縱政制和不給予全面民主選舉予香港

2014年7月，「保普選反佔中」大聯盟收集市民反佔中簽名，梁振英明確表態會簽名反佔中，強調簽名屬個人行為，沒有違反《問責制主要官員守則》，亦不會對公務員構成壓力。
有泛民議員批評政府此事取態不智，有學者亦指梁振英不宜太早表態反佔中，擔心對日後推行政改不利。

### 涉嫌收取澳洲企業款項 (UGL事件)
2014年10月，澳洲傳媒《Fairfax Media》報道，行政長官梁振英 2011 年與一間澳洲企業達成協議，分兩年收取 400 萬英鎊，折合約港幣 5,000 萬元，收款時已經上任特首。梁振英正式宣布參選之日，正值他持股的戴德梁行控股公司 DTZ 賣盤，澳洲傳媒《Fairfax Media》報道，梁振英在造勢大會之後 5 天，與提出收購的澳洲企業 UGL 簽了協議。這份 UGL 行政總裁給梁振英的文件，一開首就表明好高興認識梁振英，希望雙方將來繼續合作。 UGL 保證 DTZ 會在正式被收購前，支付欠他的 150 萬英鎊花紅。另外， UGL 還承諾給予梁振英400萬英鎊，條件包括離職之後 24 個月內不會撬走管理層、不會開新公司競爭。另外，梁振英要同意不時協助 UGL 推廣業務，擔當轉介人及顧問，沒有列明時限。合約上有手寫補充，講明有關協助不可構成利益衝突，並有梁振英的簽名，合約於2011年12月2日簽署。之後幾日，梁振英在公開場合都被問到公司賣盤的事，他都指自己是一個小股東。根據協議，400萬英鎊分兩期，在2012年及2013年的12月支付，亦即是梁振英就任特首之後。梁振英的利益申報表中，受薪工作一欄沒有申報這筆款項。事件引發香港傳媒的關注。

### 李寶蘭被取消署任執行處首長
2016年7月7日，李寶蘭突然被取消署任執行處首長，有立法會議員質疑是與她調查特首梁振英涉嫌收取澳洲企業款項的案件有關。

### 向李慧玲發律師信
2018年7月20日 李慧玲在節目《左右大局》透露，7月初收到由前特首梁振英發出的律師信，指她在6月28日的節目間的評論關於港鐵董事會、梁振英、UGL 和禮頓建築的關係有誹謗之嫌，要求道歉。李慧玲已委託何俊仁的律師行代為回覆，她強調評論有可靠消息來源，而作為時評節目，自己是基於公眾利益而作出公允評論，不會道歉。

### 普選傾斜窮人言論
2014年10月20日，即雨傘革命期間，梁振英在禮賓府接受了包括《金融時報》、《紐約時報》和《華爾街日報》在內的英美三家媒體的專訪。他承認很多示威者是因為香港缺乏社會階級流動和房價過高而感到憤怒，但他也強調民粹壓力是他抗拒示威者訴求的重要原因。據《紐約時報》報導，梁振英的談話反映的是香港菁英階層的普遍看法，不信任一般大眾治理這個城市的能力。他的論點可能會再次激怒那些因對經濟情勢不滿，由年輕一代帶動的街頭抗爭民眾，要求改變香港的政治未來。梁振英表示，如果按照學生要求在普選行政長官時實行公民提名，選舉將變成「數字遊戲」，選舉將傾斜至勞動人口和收入低於1800美元（約新台幣54655元）的市民，做法並不可行。梁振英強調，他希望高官與學生領袖對話，可以緩和緊張局勢。但《紐時》分析，他的此番言論，顯示他依然在捍衛與一般市民對立的政治制度。

梁振英向外國傳媒表示，一人一票的普選在香港是不可接受的，否則將由月薪低於1800美元／1.4萬港元（5919令吉）的香港人主導選舉，導致政策傾斜低收入階層，造成民粹主義，不利港府的親商政策。他又聲稱，北京沒有干預佔中是香港人運氣好，現階段如挑戰他本人和港府對任何人都沒有好處。此番「萬四元論」被指激怒市民，大部分網民都在Facebook聲討梁振英。亦有網民認爲梁振英只關心與政商界的關係，完全漠視基層市民，同時也與其選特首時的政綱關注基層市民完全相違背。
2014年10月22日，特首辦發聲明，解釋梁振英所提到提名委員會要具「廣泛代表性」的意思。聲明指出，《基本法》的設計是行政長官要兼顧各階層需要，所以選舉制度的設計要「均衡參與」。因此，將來提名委員會由四大界別組成，兼顧各階層各界別，而不僅是人數眾多的階層或界別的需要。聲明亦指出，梁振英肯定了收入差距是本港的問題之一，政府重設扶貧委員會、首次設立貧窮線等，證明政府對基層市民生活的重視。

### 體育界和宗教界沒有經濟貢獻言論
2014年10月25日，梁振英出席仁川亞洲殘疾人運動會港隊歡迎儀式後見記者，再次解釋《基本法》規定選舉制度要確保均衡參與，不可向任個一界別、階層傾斜，包括不可傾斜有經濟貢獻的金融界別等，亦不會傾斜沒有任何經濟貢獻的宗教、體育界。香港女子單車比賽世界冠軍李慧詩其後在其Facebook專頁留言反駁梁的說法，她指宗教和體育都在社會上都處於一個重要的地位，並影響社會的發展，影響的不止是經濟貢獻，她認為梁應該要在宗教歷史和奧林匹克歷史上下點苦功。此外，香港殘疾人奧委會暨傷殘人士體育協會亦發表聲明，認為梁的言論對所有默默耕耘、努力不懈及自強不息的運動員、教練及義務工作人員並不公允。

### 呼籲以選票将拉布議員逐出立法会
梁振英于2015年3月25日出席一个投资论坛时，发言公开表明指责议员以“拉布”方式，延误基建项目和阻碍港府施政。他同时呼吁在场人士登记成为选民，在今年的区议会和立法会选举中用选票将泛民逐出立法会。
泛民飯盒會召集人、公民党党魁梁家傑批评，梁振英特首選舉時只獲得689票，但竟然呼籲選民不支持某些獲數萬選票當選的民選議員，是好性鬥爭、撕裂香港、唯恐天下不亂的表现。民主黨主席劉慧卿對梁振英的言論表示憤怒，批評梁振英強烈撕裂社會，嫌自己太少敵人，每日「撩交打」，言論有失身分，反映他好勇鬥狠。建制派方面，田北俊则质疑市民是否聽取他的呼籲，认为梁振英本身民望不高，难以影響到市民意願。

### 以花展參觀人數為政績
2015年6月23日，當屆政府發表上任第3年《施政匯報》，交代施政進度，題目是「重法治、掌機遇、作抉擇」，「推動民主、發展經濟、改善民生」。梁振英把香港花卉展覽總入場人次接近60萬，打破歷年紀錄等都當作施政成績。有意見認為這反映連梁本人也找不到有甚麼政績可寫，才迫不得已將這種與他領導關係不大的小事寫入施政匯報中。

### 拒絕公開表態支持香港隊
2015年11月17日，2018年世界盃資格賽亞洲區第二輪C組次循環由香港隊主場對中國隊，有報導認為梁振英拒絕公開表態支持港隊是因為怕得失熱愛足球的中共總書記習近平，以及避免因公開支持香港隊而不支持中國隊會被視為不愛國，有違政治正確。財政司司長曾俊華雖當時身在巴爾幹半島的羅馬尼亞，但卻在網上欣賞港中大戰，並於Facebook表明支持港隊，獲2.6萬個讚好。而政務司司長林鄭月娥亦在當日早上表態支持香港隊參與賽事，即使並非明確仍有公開表態支持港隊。
有球迷認為「香港人都唔撐香港人，唔配做特首，唔配做香港人」。香港足總主席梁孔德亦強調行政長官身為香港人應該撐港隊。中大社會科學院副教授沈旭暉在Facebook批評，「那些連撐港隊也不敢的人，不如不做香港人算了」。

### 呼籲失蹤者提供資料
在2015年10月至12月間發生了銅鑼灣書店股東及員工失蹤事件，其中一名失蹤者李波懷疑在香港境內被中國大陸執法人員擄走，引起全城關注，擔憂「一國兩制」受到破壞。2016年1月5日，梁振英回應事件時稱「希望李波本人提供資料」。結果惹來抨擊及揶揄，指如果失蹤人士也可以提供資料，那麽失蹤人口組已經名存實亡。亦有人揶揄稱「冇返嘅同學舉一舉手」（缺席的同學請舉手）、「希望死者提供兇手資料」。

### 涉濫權逼機場人員為女兒送行李入禁區
2016年4月6日《蘋果日報》網站版報道，3月28日凌晨，梁頌昕乘坐國泰航空CX872班機由香港飛往三藩市，其母、亦即特首夫人梁唐青儀在候機室候機期間，梁頌昕不小心在機場進行安檢時遺漏了一個黑色手提行李，航空公司職員及機場保安以程序為由不肯讓她即時取回行李，擾攘20分鐘後，保安公司促梁頌昕向國泰求助。其後特首夫人要求航空公司職員將行李送到禁區內，但職員指根據機場保安規定，認領行李時乘客必須重新辦理出境手續，親身到禁區外認領，惟梁太不同意，在機場大鬧50分鐘。
梁頌昕其後致電父親梁振英求助，梁振英即以「叫我梁特首」向職員施壓，要求職員盡快協助其女兒取回行李。其間機管局派出一名高層到場了解，經多番商議後，最終沒有按照正規安檢程序處理，將行李直送入禁區給梁頌昕。

### 任命親信牙醫為港台顧問委員會主席
2016年8月5日，梁振英委任2012年共競選特首團隊成員牙醫陳建強為新一屆香港電台顧問委員會主席。港台工會下午發聲明，指對決定極度詫異及質疑。工會表示,顧委會職權甚大，能就港台節目向廣播處長提出意見，而會議是閉門形式，認為今次任命影響深遠，要求政府增加顧委會透明度，公開會議情況及文字紀錄，確保港台顧委會「公器公用」。工會亦質疑他合理化媒體投資者對編採方針的指示，認為陳建強對編輯自主的理解令人不敢恭維。（陳建強曾在2013年撰文，指新聞界「編輯自主卻有點過分神話化」、「除香港電台外，所有媒體都是商業經營的牟利事業，部份媒體更是上市公司，有責任向股東負責、維護股東的最大利益。」）立法會議員梁家傑及毛孟靜分別質疑此舉是要「全面操控港台」及公營機構已成「梁粉俱樂部」亦擔心日後具爭議的節目可能受干預。

### 人大第五次釋法
2016年10月12日，青年新政立法會議員梁頌恆及游蕙禎於宣誓就任立法會議員的儀式上，使用「支那」字詞及展出「香港不是中國」的橫額，引起議會內外愕然。其後立法會秘書長陳維安不接納兩人的誓詞，留待新任主席再次為兩人監誓，但受到建制派議員製造流會及主席梁君彥禁止兩人進入會議廳宣誓等原因，無法再進行宣誓。及後兩人嘗試衝入會議廳但令會議被迫暫停。
梁振英回應事件時，表示香港市民對事件會感到憤慨及失望，並認為事件傷害中港兩地人民的感情。他指出，成為立法會議員的其中必須條件是擁護《基本法》和效忠香港特別行政區。

### 卸任後利益衝突疑雲
除了任內的UGL事件，梁振英於卸任後亦被捲入利益衝突的疑雲。於2017年9月，梁振英被揭發成為兩間以一帶一路及大灣區為名的公司董事。立法會議員林卓廷認為，即時沒受薪或分紅，角色上仍有利益衝突。然而，前特首離職後相關工作規限，特首離職首年內不能在商業或專業機構出任董事，除非是由非牟利機構或非商業性質的組織委任。由傳媒揭發才匆匆申報，做法亦受質疑。

### 對梁振英的稱呼
香港人對梁振英的蔑稱有「689」、「路姆西」（Lufsig）等。
自2015年起，梁振英被包括立場被指較為親中共的成報在內的各大傳媒冠以「港獨之父」之名。

### 被指運用語言偽術
梁振英的修辭術多次受到争議，公眾同泛民主派指他經常不直截了當的回答問題，而是搬出一些模稜兩可、沒有實質內容的答案。中文大學政治與行政學系高級講師蔡子強更形容此為梁的「語言偽術」（always make up stories）。前中央政策組顧問劉細良讚揚梁振英的說話技巧高，劉舉例僭建事件中；別人質詢他有否僭建花槽，他答說從來沒有提過「花槽」兩個字，此前他說的是「花棚」，被認為是狡猾地把問題卸開。還有「撤回與不撤回之間有好大空間」、「僭建處理了就不存在」等類似言論，被指是將問題輕輕帶過，蒙混過關。

## 對陳茂波的爭議

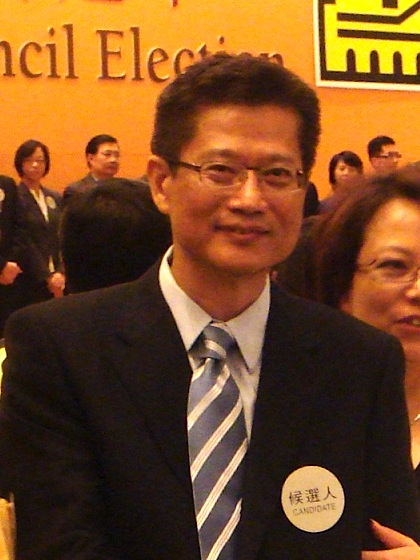
陳茂波

### 涉嫌在新界東北發展計劃有利益衝突問題
2013年7月23日，《蘋果日報》揭發特府發展局局長陳茂波家族在新界東北發展區囤積農地1.8萬呎，坐收逾千萬港元賠償。陳茂波回覆指，地皮由太太許步明的家族公司國萬實業持有，於94年買入作假日休閒用途。據了解，已有人向廉署舉報陳涉公職人員行為失當罪。 

### 涉嫌經營劏房及避稅事件
2012年7月31日，《蘋果日報》揭發陳茂波94年和95年間，透過當時任職董事的景捷發展有限公司購入多個大角咀單位作「劏房」出租牟利，涉嫌違反《建築物條例》。陳茂波回覆指，自己在景捷無股份，指太太許步明才是股東但不是大股東，其他問題則「需時間了解」。根據公司註冊處，陳妻許步明是景捷董事，物業買賣均由她簽名作實；該公司至今仍持有兩個單位（參見：景捷持有的部份物業（页面存档备份，存于））。立法會房屋事務委員會主席李永達指，陳茂波於買入單位時當時任職該公司董事（陳於97年才辭任公司董事），無可能不清楚妻子持有公司的物業用作經營劏房，「一定有誠信問題」；陳現在出任發展局局長，職責包括處理所有僭建、建築物條例，質疑陳如何有說服力面對公眾僭建。
2012年8月1日，《蘋果日報》再揭發，指陳妻許步明旗下的景捷發展，涉嫌與田生集團合謀隱瞞買賣的大角咀海安樓一個住宅單位近六成樓價，蘋果日報認為少交數十萬元利得稅。蘋果日報估計當時單位市值約280多萬，海安樓其他業主確認田生有「分拆樓價」的做法，將金額拆成「樓價」120萬及150多萬的「搬遷費」，估計陳茂波的單位也一樣。根據土地註冊處紀錄，景捷所持單位的交易，買家是根據樓契上的樓價120萬繳付印花稅。 而陳茂波解釋稱是該公司香港特許公司秘書/掛名董事而已 
2012年8月4日《明報》報道，陳茂波妻許步明旗下的「景捷」公司，早於94年購入大角嘴海興大樓單位時，合約寫明單位已劏成3間房及2格牀，而陳茂波夫婦當時同任景捷董事，反映陳茂波理應知悉購入劏房單位一事。8月5日深夜，曾試圖與經營劏房劃清界線的陳茂波，突然發表聲明，改口承認知悉購入有關物業時存在「分租」的情况。
商台《在晴朗的一天出發》節目，7名參選超級區議會的候選人被問及對陳茂波劏房風波的看法，其中4人（民主黨、民協）均認為陳須就事件下台。
香港基本法委員會委員劉迺強撰文，指「像陳茂波這樣的班子成員，不管他如何無能，甚至無恥，只要他不犯法，一段時期都要好好保住。」

### 酒後駕駛
2012年10月2日《蘋果日報》發現，在南丫島海難發生約17小時後，陳茂波於馬會跑馬地會所飲用德國PAULANER生啤，蘋果記者見到陳的最後飲酒時間是2時02分。下午2時22分，陳茂波當司機駕駛，車身一度踏上雙白線。陳茂波新聞秘書回應指，陳當時喝了酒，但過了一段時間才駕車，有信心喝酒的分量符合法例要求，沒有醉駕，亦沒有被捕。
湯家驊指，時任立法會議員的陳茂波有份通過《二〇一一年道路交通（修訂）條例草案》，當中包括修訂「在酒類或藥物影響下駕駛汽車」的條文。湯批評陳，知法犯法「無得救」，認為立法會復會後各議員「不會輕易放過他」。陳茂波在上屆立法會多次批評政府的修訂草案「過份保守」，更於2010年12月8日指，「如果有司機為圖一時之快，不顧後果危駕或醉駕，導致其他道路使用者無辜受傷，甚至死亡……意外奪去的，也不止一個人的生命，還有他身邊的人的生活和人生」。
參考：香港酒類相關法例（英文）
2013年1月25日，律政司決定不起訴陳茂波，發言人表示「有關錄像片段似乎曾被剪輯，但警方卻未能獲得拍攝該錄像片段的人士或其他相關人士提供進一步證據或其他協助」。

## 對麥齊光的爭議
在2012年7月，麥齊光出任特府發展局局長，但是隨即被香港傳媒揭發他在1980年代任職公共職務時，與路政署助理署長曾景文互相租住對方擁有位於城市花園的名下單位，藉以申請領取政府的房屋津貼。麥齊光承認事件，但強調他的做法依足當年政府指引，沒有違規和不屬於個人操守問題。後來《蘋果日報》等傳媒進一步查出麥曾兩人均簽署法律文件，授權對方全權處理所租住物業的買賣，包括決定售價，而兩個單位後來賣出時在合約上簽署者都是租用的一方，令人懷疑租客才是該單位的真正業主。隨著民主黨成員陳樹英攜同剪報到廉政公署報案，廉署開始進行刑事調查，麥齊光於7月12日早上被廉署人員拘捕帶返北角總部。同日中午過後，政府宣佈麥齊光提出辭任發展局局長，其工作交由財政司司長處理。隨後，廉政公署亦發表聲明，證實該署拘捕了一名政府決策局局長、一名政府部門助理署長及另外兩名人士，懷疑他們在申領政府房屋津貼時涉嫌違反《防止賄賂條例》。7月30日，麥正式被免任發展局局長。

## 對林奮強的爭議

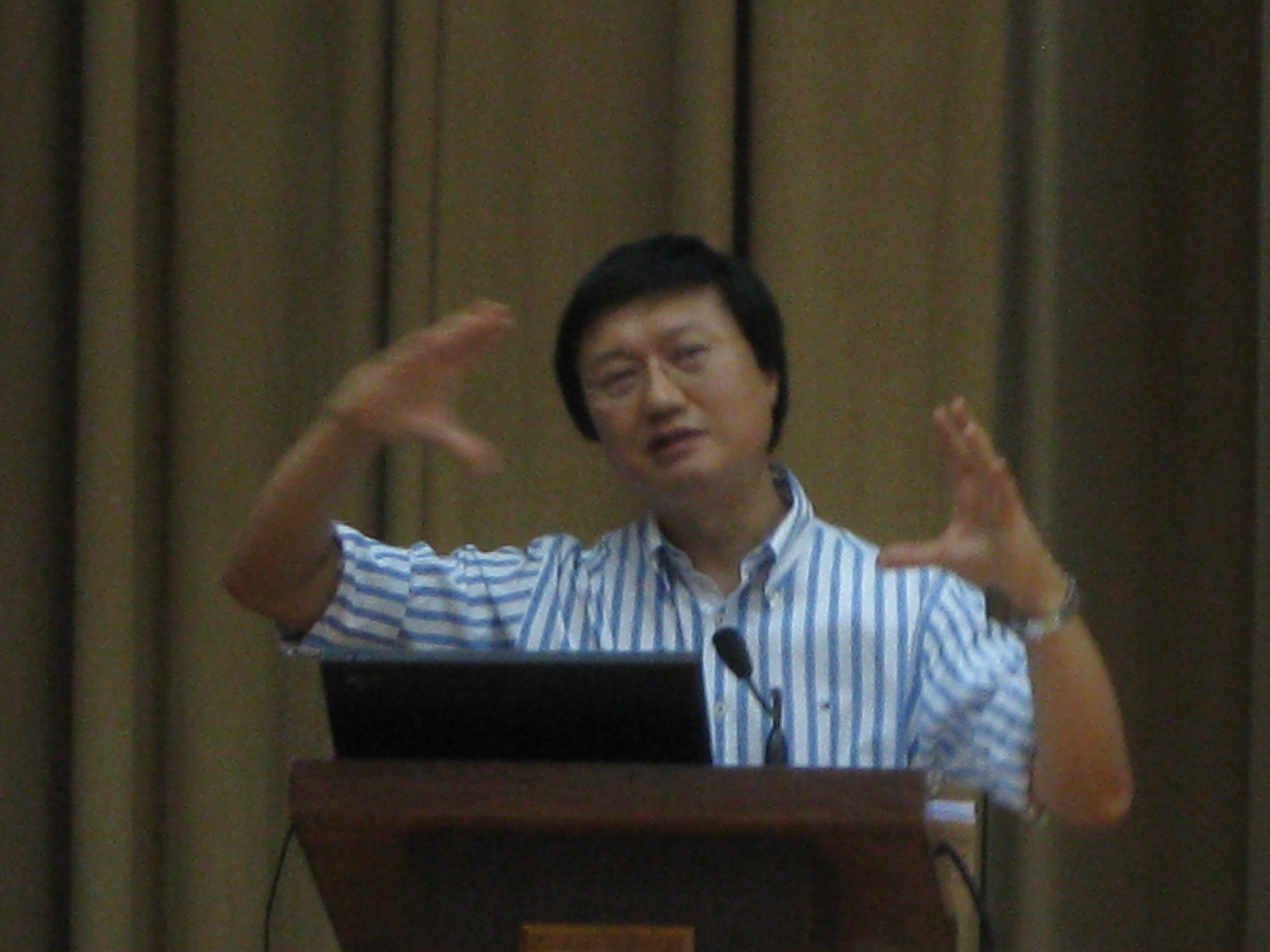
林奮強

林奮強曾經就讀香港華仁書院，其後畢業於英國曼徹斯特大學經濟系。曾任地產分析員，以準確分析地產市道聞名，因常唱好樓市而有「樓市大好友」及「撈底王」稱號，亦因賣樓爭議有「淋糞強」之稱。1998年獲委任中央政策組兼任非全職顧問，2006年於瑞銀環球資產管理擔任董事總經理。2011年離開瑞銀，創辦非牟利政治研究組織香港黃金五十，聘請年輕研究員對未來香港發展發表研究報告。
2012年6月29日，林奮強獲梁振英委任為行政會議成員，其利益申報以個人及公司名義共持有27個香港物業，包括九龍站擎天半島11個單位、西環寶翠園、西半山寶華軒及中半山地利根德閣等共8個中西區物業、新界一棟屋作收租，加上西貢村屋、中西區及荃灣區各一個單位自用，估計市值達5億港元；並為16間公司之董事，以利便物業買賣。

### 賣樓爭議
2001年12月10日，林奮強夫婦以公司名義，以近1,400萬元購入半山堅道寶華軒14樓A、B、C室。林奮強在2012年7月就任行政會議成員時，曾書面承諾在行會任期內不買賣手上的物業，但他於就任數月後向傳媒表明會放售數個物業套現，作家庭開支。他於該年稍後出售兩個位於西半山寶華軒14樓的住宅單位，而行政會議秘書處於10月4日及22日按照他的通知更改其利益申報。他在其中一個售出單位於帳面上獲利約570萬港元。林奮強售樓一事在新措施宣佈前已有傳媒報道，他在2012年10月19日表示他在售樓的事情上已詢問行政長官梁振英及其他行政會議成員的意見，他們當時並無要求林奮強需要特別處理。
2012年10月26日，特區政府宣佈加強遏抑樓市措施，增加住宅物業的特別印花稅及延長適用期限，另加徵非香港居民的買家印花稅。林奮強事後表示他在政府宣佈前不知道政府將會推出新措施，行政會議發言人亦表示林奮強當時沒有參與新措施的討論。
有見及此，林奮強由2012年11月3日開始休假，後於2013年8月1日辭職，獲得批准。

### 有否提供秘密佣金
2012年10月31日，林奮強在香港電台節目自爆，與地產代理議定單位的「底價」，如代理以較高價售出，差額便成為代理佣金，以鼓勵對方努力賣樓。曾任職廉政公署的民主黨總幹事林卓廷即日向廉署舉報，指林奮強賣樓時給予地產代理額外佣金，沒有於臨時買賣合約寫明，對買家不公平，涉嫌觸犯《防止賄賂條例》。林卓廷及地產代理監管局發言人皆指，代理一般同時代表買家及賣家，是「雙重代理人」，按地產條例，如果代理未得買賣雙方面同意，收取賣家一方額外佣金，有可能違反《防賄條例》。中原地產發聲明指，林奮強曾建議將物業成交部份差價當作經紀佣金，但中原並無接受。
林奮強在2012年11月1日的商台節目稱，不想賺7月後的升幅，於是他太太便向代理提議把差額作佣金，但中原代理梁智仁反建議把差額捐出，太太同意捐出差額。梁智仁否認曾向林奮強夫婦建議捐錢，指在放盤初期，林太已提出想捐出差額。舉報人林卓廷質疑林奮強究竟何時最先知道差價會捐給慈善機構的說法。中原則稱，中原慈善基金一貫不接受客戶直接捐款，是次亦不接受林奮強之捐款，其後，林奮強稱會將差額捐予一個環保慈善團體。

## 對張震遠的爭議

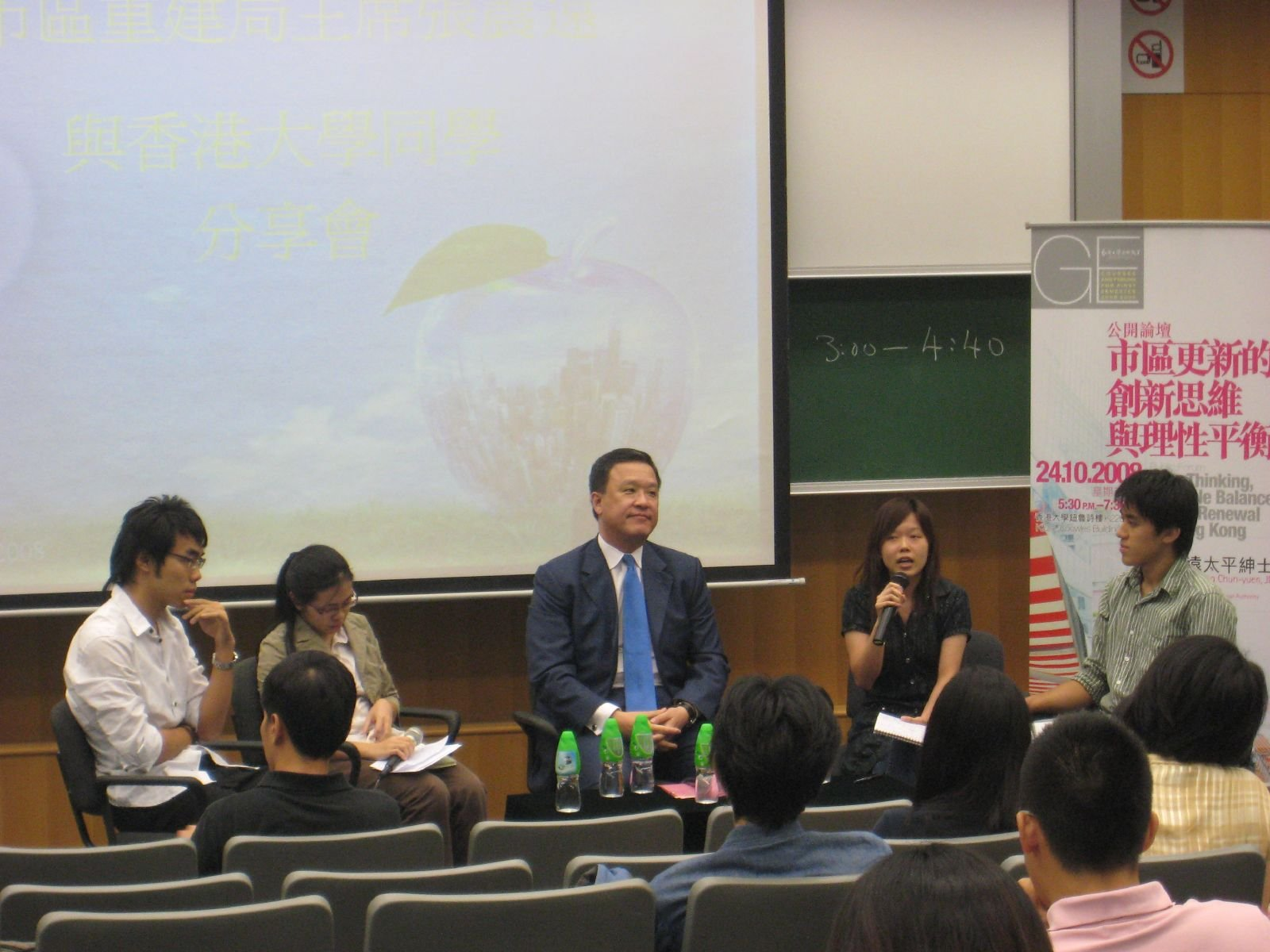
張震遠〔中間〕

2013年5月20日，香港商品交易所的大股東張震遠承認自己於2010年向前金融界立法會議員詹培忠借貸800萬元。但其本人否認欠債和向大地產商借錢。而香港商品交易所也因入不敷支，於同年5月18日交回交易牌照。該牌照為由證監會批出的自動化交易服務（ATS）供應商資格。事件發生之後，外界關注張震遠及香港商品交易所的財政狀况。有批評指其不適宜擔任行政會議成員及市區重建局主席。
2013年5月21日，張震遠向行政長官梁振英申請暫時停止履行所有公職，並獲梁批准其要求，成為繼林奮強後第二位因事無限期休假的行政會議成員。同時，證監會與商業罪案調查科聯手調查商交所，張震遠在聲明表示會配合警方調查。
2013年5月24日，張震遠辭去所有公職。

## 外部連結
- 梁班子集體發毒誓或可挽狂瀾 Facebook
- 梁振英的X（前Twitter）
- 梁振英 - Facebook Official Fan Page（页面存档备份，存于）